# Morski niedźwiedź
Morski niedźwiedź – historyczna nazwa tsunami na Bałtyku, których fale dotarły do Polski. Ślady po tsunami odnaleziono w okolicach Darłowa i Darłówka (1497 rok), w Mrzeżynie i Kołobrzegu (1757 rok) oraz w Łebie i Trzebiatowie (1779 rok).
Śladami tsunami są między innymi warstwy piasku o uziarnieniu, które wskazuje, że został on przyniesiony z głębi morza, co mogło się stać tylko z powodu tsunami (ślady sięgają miejscami do 1,4 km w głąb lądu) oraz kroniki historyczne. Fale tsunami mogły mieć do trzech metrów wysokości.
Nazwa „morski niedźwiedź” została nadana tsunami przez kronikarzy, ze względu na pomruk, który towarzyszył wodzie wdzierającej się na ląd.
Nieznane są dokładne przyczyny żadnej z fal tsunami, na ten temat istnieje kilka hipotez:
- meteotsunami, które mogło powstać na skutek specyficznego układu ciśnień;
- podmorskie trzęsienie ziemi;
- podmorska eksplozja metanu;
- uderzenie meteorytu.